# 엑소르
엑소르(Exor)는 사기업 Giovanni Agnelli B.V을 통해 아녤리가에 의해 통제를 받는 네덜란드의 지주회사이다. 2021년, 기록된 소득은 1360억 달러 이상이며 이는 2021년 포춘 글로벌 500 목록에 따르면 소득 순에서 세계에서 37번째로 큰 그룹 규모이다. 1세기가 넘는 투자 역사가 있으며 현재 자동차 및 트럭 제조사 스텔란티스, 페라리, 이베코, 농업 및 건축사 CNH 인더스트리얼, 축구팀 유벤투스 FC, 국제 신문 이코노미스트, 이탈리아의 미디어 기업 GEDI가 여기에 포함된다.

## 역사
이 기업은 1927년 7월 27일 조반니 아녤리에 의해 Istituto Finanziario Industriale라는 사명으로 설립되었다.

## 금융 데이터
| 연도      | 2009    | 2010    | 2011    | 2012    | 2013    | 2014    | 2015    | 2016    | 2017    | 2018    | 2019    | 2020    | 2021*  |
| --------- | ------- | ------- | ------- | ------- | ------- | ------- | ------- | ------- | ------- | ------- | ------- | ------- | ------ |
| 순소득    | 52,520  | 58,985  | 84.359  | 110,671 | 113,740 | 122,246 | 136,360 | 140,068 | 138,226 | 143,294 | 143,755 | 119,519 | 33,617 |
| 순이익    | -0,997  | 0,571   | 2,229   | 2,377   | 4,427   | 1,276   | 0,343   | 2,314   | 4,646   | 5,416   | 8,915   | 1       | 3,454  |
| 자산      | 71,804  | 78,707  | 123,030 | 125,762 | 132,680 | 150,509 | 156,895 | 176,528 | 163,775 | 166,275 | 172,610 | 172,945 | 91,111 |
| 자기 자본 | 4,715   | 4,870   | 4,572   | 4,904   | 8,257   | 9,675   | 9,099   | 10,982  | 10,805  | 12,210  | 15,025  | 13,090  | 16,759 |
| 직원 수   | 190,651 | 196,723 | 195,404 | 287,343 | 305,963 | 318,562 | 303,247 | 302,562 | 265,017 | 272,170 | 268,979 | 263,284 | 74,353 |

- Adjusted following the classification of FCA Group and PartnerRe Group as a discontinued operation.

## 같이 보기
- 존 엘칸
- 잔니 아녤리
- 조반니 아녤리